# Consell Regional Har Hebron
El Consell Regional Har Hebron (en hebreu: מועצה אזורית הר חברון) és un consell regional de l'Àrea de Judea i Samaria, que es troba en els turons meridionals de Judea. El consell administra els assentaments israelians de la regió d'Hebron, a Cisjordània, així com els altres assentaments propers. La capçalera està situada prop de la població d'Otniel. El consell fou fundat en 1983, el primer assentament va ser Beit Yatir. L'actual president del consell és Tzviki Bar Chai. Prop de 5.000 israelians viuen en el territori municipal del consell, la majoria d'ells són seguidors del judaisme ortodox. Tot i que el consell local de Quiriat-Arbà està situat físicament dins del territori del consell regional de Har Hebron, aquest és un consell local independent.

## Llista de poblats
Aquest consell regional proporciona diversos serveis municipals per a les següents poblacions dins del seu territori:
| - Adora - Avigial - Beit Hagai - Beit Yatir (moixav) - Carmel (moixav) - Eixkolot - Livné - Maon (moixav) - Metzadot Yehuda | - Mitzpé Asael - Negohot - Otniel (poble) - Pene Hever - Shani (poble) - Xima - Sussiya - Telem (poble) - Tene |